# Milly Ihlen
 (mars 2024).
Si vous disposez d'ouvrages ou d'articles de référence ou si vous connaissez des sites web de qualité traitant du thème abordé ici, merci de compléter l'article en donnant les références utiles à sa vérifiabilité et en les liant à la section « Notes et références ».
Andrea Fredrikke Émilie Ilhen, plus connue sous le nom familier de Milly Ihlen, née le 1er octobre 1860 à Horten (Vestfold), et décédée en 1937 est une des premières journalistes et chroniqueuses de mode et de cuisine norvégienne.

## Biographie
Elle est la fille aînée de l'officier de marine, futur amiral, Nils Ihlen, né en 1824 et de son épouse Julie Fredrikke Nicolaysen, née en 1840. Née à Nordre Braarud, à Horten, la jeune Milly habite avec sa famille à Nedre Torggade, dans le Vestfold, enfin le plus souvent en mauvaise saison à Kristiana. Le couple au train de vie bourgeois a quatre filles, dont trois parviennent à l'âge adulte et un fils Niels, qui décède dans sa jeunesse.
Son visage et son corps sont connus par de nombreuses photographies, prises souvent pendant ses jeunes années où elle posait comme modèle. Les photographies de la charmante fille d'un amiral, posant en habit de mode, font déjà scandale.
Elle épouse le 25 juin 1881 le médecin militaire et capitaine de marine Carl Thaulow, le frère du peintre Frits Thaulow. Après son divorce, elle épouse un metteur en scène de théâtre, Haagen Ludvig Johannes Bergh (1865-1924), petit-fils du célèbre politicien norvégien Haagen Ludvig Bergh (en), le 14 mai 1891. Le dernier couple divorce le 20 juin 1911.
Elle accouche d'une fille, Lila ou Julie Anna Johanne Lila Bille le 6 janvier 1890 à Berlin. Cette fille est reconnue par Ludvig Johannes Bergh avant le (re)mariage. 
Journaliste de presse écrite, surtout active après 1910, elle fut aussi l'une des premières femmes en Norvège à combattre activement pour les idées féministes et l'égalité des sexes.
Elle a été inhumée dans le cimetière de Borre ou Borre kirkegård, à Horten, sa ville de naissance dans le Vestfold

## Anecdote
Cette femme libre est en particulier célèbre pour sa liaison durant l'été et l'automne 1885 avec le jeune peintre Edvard Munch, sur la mythique plage de Borre, près de Åsgaardstrand. Dans le journal du peintre, elle se nomme Fru D. (Madame D), Milly ou Fru Heiberg (Madame Heiberg). Fou d'amour, Edvard affirme plus tard que son pouvoir séducteur égalait celui de Sarah Bernhardt.
Cet épisode a inspiré le thème du roman The Strawberry Girl de l'auteure Lisa Strømme, Random Press, London, 2016.